# José Freire de Oliveira Neto
Dom José Freire de Oliveira Neto (Apodi, 9 de março de 1928 — Mossoró, 10 de janeiro de 2012) foi um bispo católico brasileiro. Foi bispo da Diocese de Mossoró entre 1984 e 2004.

## Formação
Nascido na cidade de Apodi em 9 de março de 1928, era filho de José Freire de Oliveira Filho e de Francisca Celsa de Oliveira. Seus estudos primários foram em sua terra natal, Apodi. Iniciou seus estudos de padre no Seminário de Santa Teresinha, em Mossoró. Deu andamento no seminário central de São Leopoldo, onde concluiu o curso de filosofia, e concluiu o mestrado em Ciências da Educação, com especialização em Catequese, pela Pontifícia Universidade Salesiana, em Roma. Cursou teologia na Pontifícia Universidade Gregoriana. Em 22 setembro de 1956, foi ordenado presbítero por Dom Luigi Traglia, em Roma.

## Episcopado
Em 1973, o Papa Paulo VI o nomeou bispo titular de Illici e auxiliar de Mossoró, recebendo a sagração episcopal em 2 de junho de 1974, na Capela do Pontifício Colégio Pio Brasileiro, em Roma, sendo Dom Gentil Diniz Barreto o bispo consagrante. No dia 18 de julho de 1975 foi apresentado ao povo da Diocese de Mossoró, em solenidade na Catedral de Santa Luzia. Em 1979 tornou-se bispo coadjutor e em 1984 tomou posse como o quinto bispo diocesano de Mossoró. Pertencente à geração dos militantes da Igreja Pós-Conciliar, tinha opções eclesiais claras e dedicava seu trabalho a causas nobres, ao lado de grandes religiosos do Nordeste, como Aloísio Lorscheider, José Maria Pires, Hélder Câmara, Paulo Evaristo Arns, Eugênio Sales e Luciano Mendes de Almeida. Na época em que assumiu o comando da Igreja na Diocese de Mossoró, Dom José Freire foi responsável pelo desenvolvimento de um importante trabalho num período de transição sociopolítico do país. Pertencia à safra dos bispos de grandes ideais, que marcou a era de ouro da Igreja no Brasil.
Naquela época, 1984, ainda vivendo sob a ditadura militar, havia no episcopado brasileiro uma natural divisão entre os bispos. Mesmo diante da instabilidade, Dom José optou ficar do lado do povo, lutando pelo resgate da democracia, justiça social e pela liberdade de expressão. Na diocese, ele foi o bispo que abriu as portas da Igreja para os leigos, criou as assembleias de pastoral, aplicou o planejamento participativo e reacendeu as pastorais sociais. Segundo bispo com origens fixadas na região, Dom José governou a diocese durante 20 anos. Renunciou em 2004, ao atingir a idade de 75 anos, tornando-se então bispo emérito. Seu lema episcopal era Configuratus Morti Ejus (Semelhante a Ele na morte). Foi substituído pelo atual bispo emérito, Dom Mariano Manzana.

## CNBB
Desempenhou o cargo de Coordenador da Comissão de Catequese do Regional Nordeste II, da Conferência Nacional dos Bispos do Brasil, composto das 18 dioceses e 4 arquidioceses que compreende as províncias eclesiásticas do Rio Grande do Norte, Paraíba, Pernambuco e Alagoas.

## Falecimento
Dom José Freire de Oliveira Neto faleceu na madrugada do dia 10 de janeiro de 2012, na UTI do Hospital Wilson Rosado, em Mossoró, aos 83 anos de idade, vítima de uma parada cardíaca. Ele estava internado, desde o dia 31 de dezembro de 2011, em função de um acidente cerebral vascular hemorrágico.
O corpo de Dom José Freire foi conduzido para Apodi, sua cidade natal, onde foi velado. No dia 11 de janeiro, o corpo retornou à Mossoró, sendo dado continuidade ao velório na Catedral de Santa Luzia, onde foi celebrada a missa exequial. O corpo foi sepultado na própria Catedral.
Com o falecimento do Bispo Emérito, a Prefeitura Municipal de Mossoró decretou luto oficial na cidade por três dias, o mesmo acontecendo no município de Apodi, sua terra natal. Sua memória permanece viva no coração da comunidade católica de Mossoró.